# دواين سويني
دواين سويني (بالإنجليزية: Dwayne Sweeney)‏ هو لاعب اتحاد الرغبي نيوزيلندي، ولد في 8 أغسطس 1984 في هاميلتون في نيوزيلندا.

## وصلات خارجية
- دواين سويني على موقع سلسلة سباعيات الرغبي العالمية - رجال (الإنجليزية)
- دواين سويني عل موقع إسبنسكروم (الإنجليزية)
- دواين سويني على موقع ItsRugby.co.uk (الإنجليزية)